# Corbion
Corbion (ehemals CSM N.V.) ist eine niederländische Aktiengesellschaft mit Sitz in Amsterdam. Das Unternehmen war der weltgrößte Lieferant von Zutaten für die Backwarenindustrie sowie Weltmarktführer bei der Herstellung von Milchsäure und deren Derivaten. CSM belieferte neben der Lebensmittelindustrie auch die chemische und pharmazeutische Industrie.
Seit 2012 fokussiert sich die Firma auf biochemische Produkte und firmiert seit 2013 als Corbion. Die Produktlinien für Backwaren wurden veräußert oder als CSM Ingredients mit Sitz in Luxemburg abgespalten.

## Geschichte

Logo bis 2013

Die Geschäftstätigkeit des 1919 ursprünglich als Zucker-Verarbeitungsfabrik (Centrale Suiker Maatschappij) gegründeten Unternehmens war gegliedert in die Sparten CSM Bakery Supplies Europe (Entwicklung, Produktion und Vertrieb von Backzutaten; Marktanteil in Europa etwa 12 %), CSM Bakery Supplies North America (USA, Kanada, Mexiko; in dieser Region mit einem Marktanteil von 7 % an Position zwei) und PURAC (Milchsäure und -derivate; Weltmarktführer).
Im Jahr 2012 betrug der Umsatz der CSM 3,315 Milliarden Euro. 9664 Mitarbeiter waren in 28 Ländern für CSM tätig. CSM war an der Amsterdamer Börse Euronext Amsterdam im AMX index gelistet. Zu den Marken der CSM zählten unter anderem BakeMark, Bender Iglauer, Boehringer Backmittel, Croexsa, Margo, Unipro, Carels, Caravan Ingredients, H.C. Brill und PURAC.
Mitte 2012 verkaufte CSM die europäischen und nordamerikanischen Beteiligungen an Bäckereiindustrieprodukten, um sich auf biochemische Produkte zu konzentrieren, und benannte sich 2013 in Corbion um. 2015 hatte Corbion einen Umsatz von 918,3 Millionen Euro und 1673 Mitarbeiter. Corbion ist an der Euronext in Amsterdam gelistet.